# Miguel Flores
Miguel Flores (Taltal, 11 ottobre 1920 – Ñuñoa, 15 gennaio 2002) è stato un calciatore cileno, di ruolo difensore.

## Carriera
Prese parte con la Nazionale cilena al Campeonato sudamericano del 1949 e ai Mondiali del 1950.